# Palai (Białoruś)
Palai  (biał. Паляі; ros. Поляи, Polai) – wieś na Białorusi, w rejonie witebskim obwodu witebskiego, 12 km na wschód od Witebska. Wchodzi w skład sielsowietu Warony. Jest to jedno z trzech miejsc masowych egzekucji z okresu ZSRR, znajdujących się w pobliżu Witebska (pozostałe to Chajsy i uroczysko Ciepły Las koło Łużasnej).   

## Historia
Pierwsza wzmianka o wsi pochodzi z 1567 r. jako własność Anny Radziwiłłówny Kiszczyny, wdowy po wojewodzie witebskim Stanisławie Kiszce. Miejscowość leżała w województwie witebskim Wielkiego Księstwa Litewskiego. Na początku XVIII w. należała do Wincentego Mikoszy. W 1834 r. gospodarstwem kierował Apolinary Mikosza, który posiadał duży sad owocowy i karczmę przy szlaku kupieckim do Łoźnej. W 1878 r. Apolinary Mikosza miał 151 dziesięcin ziemi. W 1906 r. wieś leżała w wołoście Korolewo w ujeździe witebskim, właścicielem był Mikosza. Znajdował się tu 1 dwór, 11 mieszkańców (5 mężczyzn i 6 kobiet), 400 dziesięcin ziemi.   
W 1918 r. otwarto rosyjskojęzyczną szkołę, a rok później na znacjonalizowanym majątku otwarto polską szkołę. W 1923 r. w domu ziemianina powstała 3-klasowa szkoła podstawowa. od 17 marca 1924 r. wieś była częścią wołostu Korolewo w ujeździe rudnickim. W 1926 r. znajdowało się tutaj 7 domów, w których mieszkało 26 mieszkańców. W 1930 r. mieszkańcy wsi założyli kołchoz im. Juliana Marchlewskiego. Do 1941 r. we wsi były 63 domy i 284 mieszkańców. Od lipca 1941 r. do czerwca 1944 r. miejscowość była okupowana przez Niemców. W październiku 1943 r. cała wieś została spalona podczas odwrotu wojsk niemieckich. W dniu 16 lipca 1954 r. weszła w skład sielsowietu Warony w Białoruskiej Socjalistycznej Republiki Radzieckiej. Od 1991 r. wieś leży w Republice Białorusi.

## Miejsce masowych rozstrzeliwań

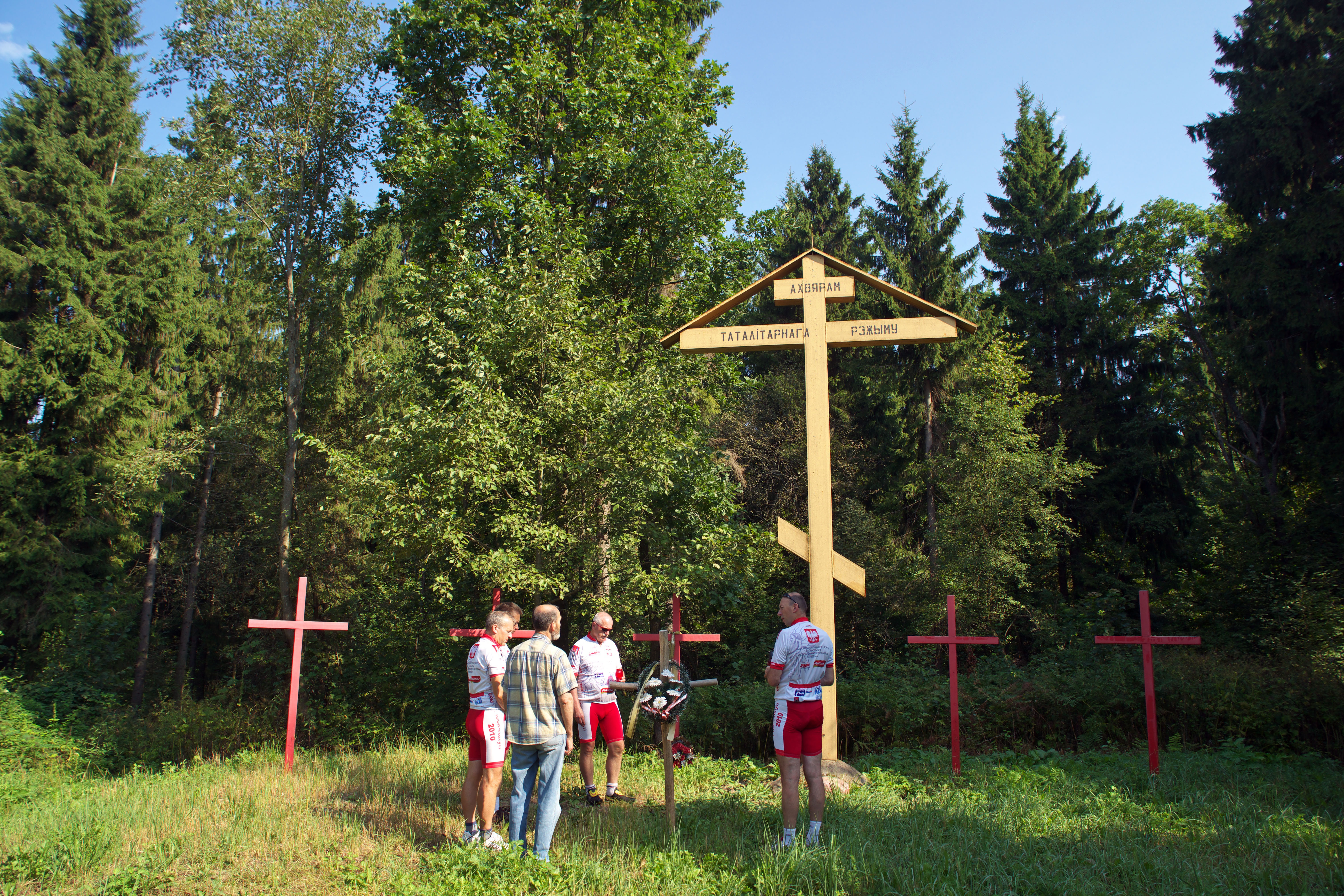
Miejsce masowych egzekucji

Między wsią Palai, a Warony znajduje się las, w którym według miejscowych od 1933 do 1941 NKWD przeprowadzało masowe rozstrzeliwania ludności cywilnej. Teren uroczyska stanowił strefę zamkniętą. Liczba ofiar nie jest znana, według ocen inicjatorów upamiętnienia zamordowanych, może tu być pochowanych około 1000 osób.
W latach 80. XX w. Jakau Ryżyk szukał w miejscowości śladów morderstw. Z jego inicjatywy 5 listopada 1989 r. w uroczysku przy drodze R21, w odległości 400 m od wsi, został ustawiony pierwszy krzyż upamiętniający ofiary stalinowskich represji. Później został zastąpiony sześciometrowym metalowym krzyżem od prawosławnej cerkwi. Miejsce pamięci wybrano symbolicznie, aczkolwiek na terenie uroczyska dokonywano egzekucji.
W dniu 30 października 2007 r. ustawiono kolejny krzyż. 25 uczestników tej akcji zostało zatrzymanych, a 5 z nich ukarano grzywnami. Po pewnym czasie krzyż usunięto.
Białoruscy aktywiści próbują tu stworzyć aleję krzyży, podobną do tej w Kuropatach, ale pomniki są regularnie niszczone. Po tym, jak 25 września 2009 roku dowiedziano się o zniszczeniu kilku kolejnych krzyży, skierowano apel do policji rejonowej w Witebsku z żądaniem zbadania tego faktu. Jednak wydano decyzję o odmowie wszczęcia śledztwa ze względu na niewielką ilość zniszczonego mienia, która według ekspertów wynosiła 132 450 rubli za krzyż.
29 października 2009 r. na miejscu dawnych krzyży z inicjatywy Kastusia Smolikaua, przewodniczącego witebskiego oddziału obwodowego partii BFL, postawiono jeszcze 5 pomników, za co Smolikau został później ukarany grzywną w wysokości 70 tys. rubli. 2 listopada 2009 r. wzniesiono kolejny krzyż.